# 女性専用車両
女性専用車両（じょせいせんようしゃりょう）は、公共交通機関において、原則的に女性専用として提供されている車両である。
日本における女性専用車両については日本の女性専用車両を参照のこと。

## 概要
女性のみが乗車できるよう指定した車両で、鉄道車両、バス・タクシーなどにおいて設定されている。ただし、事業者によっては男性の同伴、幼児、身体障害者の乗車が認められることもある。そのほか交通機関としては車両以外にもフェリー、空港ラウンジ等で同等のサービスを導入している事業者も存在する。
設定の理由は、痴漢などの性犯罪や暴力から女性を保護するもの、サービス向上による女性客の取り込み等が挙げられる。また国や事業者によっては、宗教上の戒律による理由などで、男女別に車両を分離し、男性専用車両を設定することもある。

## 宗教的な意味合いによるもの
イスラム教やヒンズー教では男女の同席が忌避されるため、これらの宗教の信者の多い国では、戒律に基づき女性専用車両（男女別車両）を設定している例がある。
- パキスタンでは、カラチの鉄道に終日女性専用車両が設定されている。同国の国教ともいえるイスラム教の「男女同席せず」の戒律に基づいたものであり、女性専用車両にしか女性客は乗車しないため、他の車両は事実上「男性専用車両」となっている。また同様に同地の路線バスは車内に仕切りが設けられ、前半分が女性席、後ろ半分が男性席となっている。
- イランでは、首都テヘランの地下鉄にイスラム教の戒律に基づいて女性専用車両が先頭と最後方のあわせて2両に終日設定されている。女性が女性専用車以外に乗車するのは自由。市内バスでは後に同国大統領となるアフマディーネジャードがテヘラン市長の時に、男性が前、女性は後ろに分かれて乗車するように決めたという[2]。
- エジプトのカイロ地下鉄では先頭1両目（時間帯により2両目も）に女性専用車両が設定されている。イスラム教の戒律に基づいて設定されているが、男児でも女性専用車両に乗車でき、また女性客が女性専用車両以外の車両に乗車していることがある。
- イスラエルでは、超正統派ユダヤ教徒の多い地区に、前半分は男性、後半分は女性に分けられたバスが運行されている。夫婦と子は一緒に座ることができる。ただし、バス路線全体からみればごく例外的な運用に留まっている。

## 国・地域別の事情
※：順番は五十音順

### イギリス
イギリスでは、首都ロンドンに「会員制女性専用タクシー」がある。普通のタクシーと同じ車（いわゆるロンドンタクシー）を使用しているが、車体の色はピンク（普通のタクシーは黒色）で、女性が運転手を務めている。利用時は会員が電話で自宅や勤務先などに呼び出す。これは会員制なので、会員以外の女性は利用できず、駅や空港などでの客待ち営業や市中での流し営業も行わない。後述のロシア・モスクワの事例と同様、無許可で営業しているタクシー（いわゆる白タクシー）に乗車した女性客が運転手に乱暴されたり、金品を奪われる事件が問題となったことから、1995年に登場した。
1874年から1977年まで鉄道においても女性専用車両が設定されていたが、新型車両の導入と法的平等実現の目的で撤廃された。2010年代の性犯罪増加を受けて2015年に復活が提言されたが却下され、2017年の再提言に対しても「性犯罪の常態化につながる」「対策を諦めたことと同じ」「被害者であるのに特定車両に追い込むことはおかしい」として批判されている。

### インド

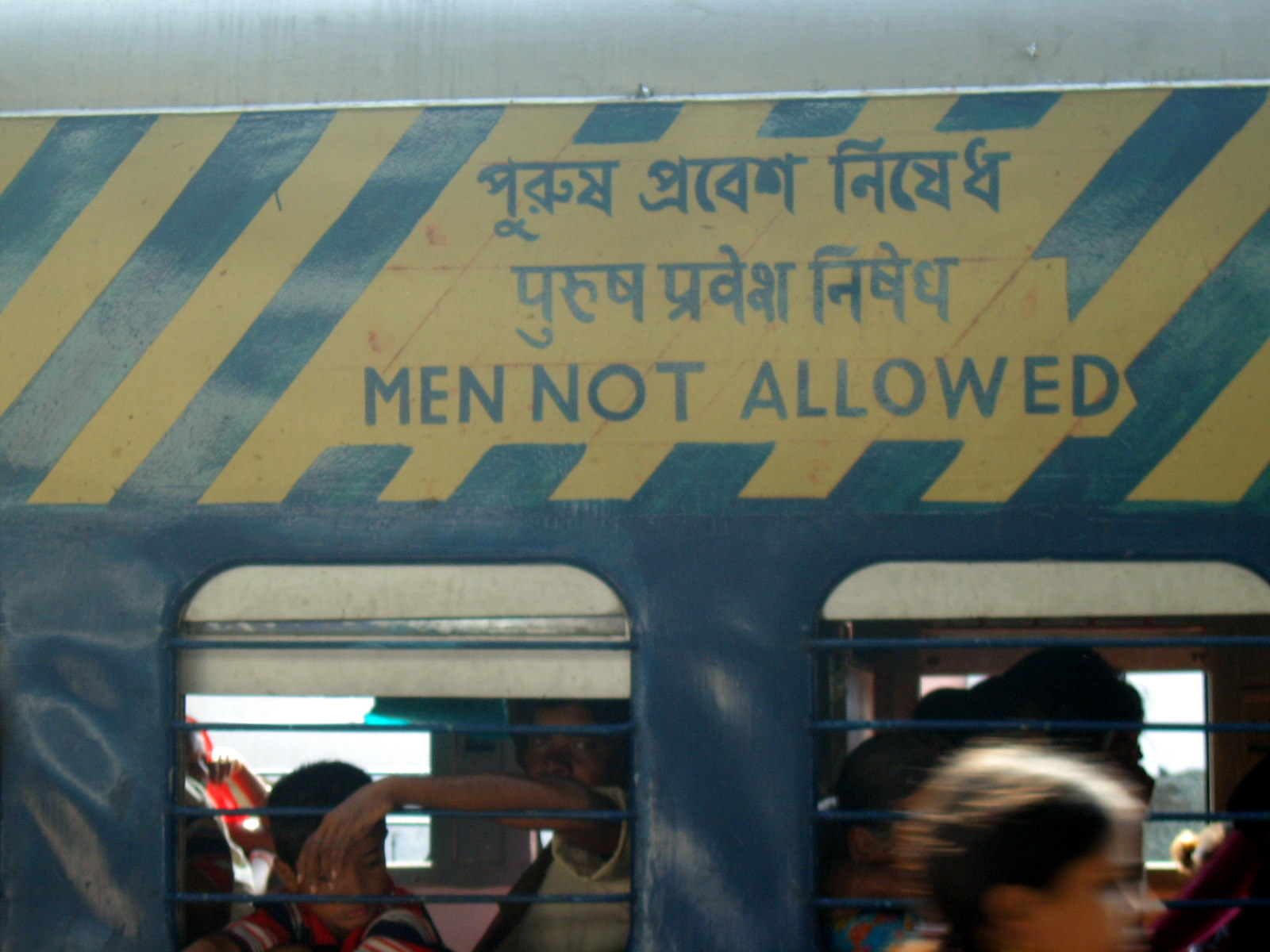
インドの例。警戒色によって男性の立ち入り禁止を強調している。

インドでは、女性の地位はいまだ低いが、女性を保護しようという動きが近年出てきており、ニューデリー、チェンナイなどの大都市の通勤電車に女性専用車両がある。「レディース・スペシャル」と呼ばれる女性専用列車も運行されている。
後述のモスクワとロンドン同様に「女性専用タクシー」も登場した。車体の色がピンクに塗装され、車内に化粧品や芳香剤なども置かれ、運賃は普通のタクシーより割高になっている。運転手は女性が務めている。男性運転手を嫌がる女性客の要望により登場したものである。

### インドネシア

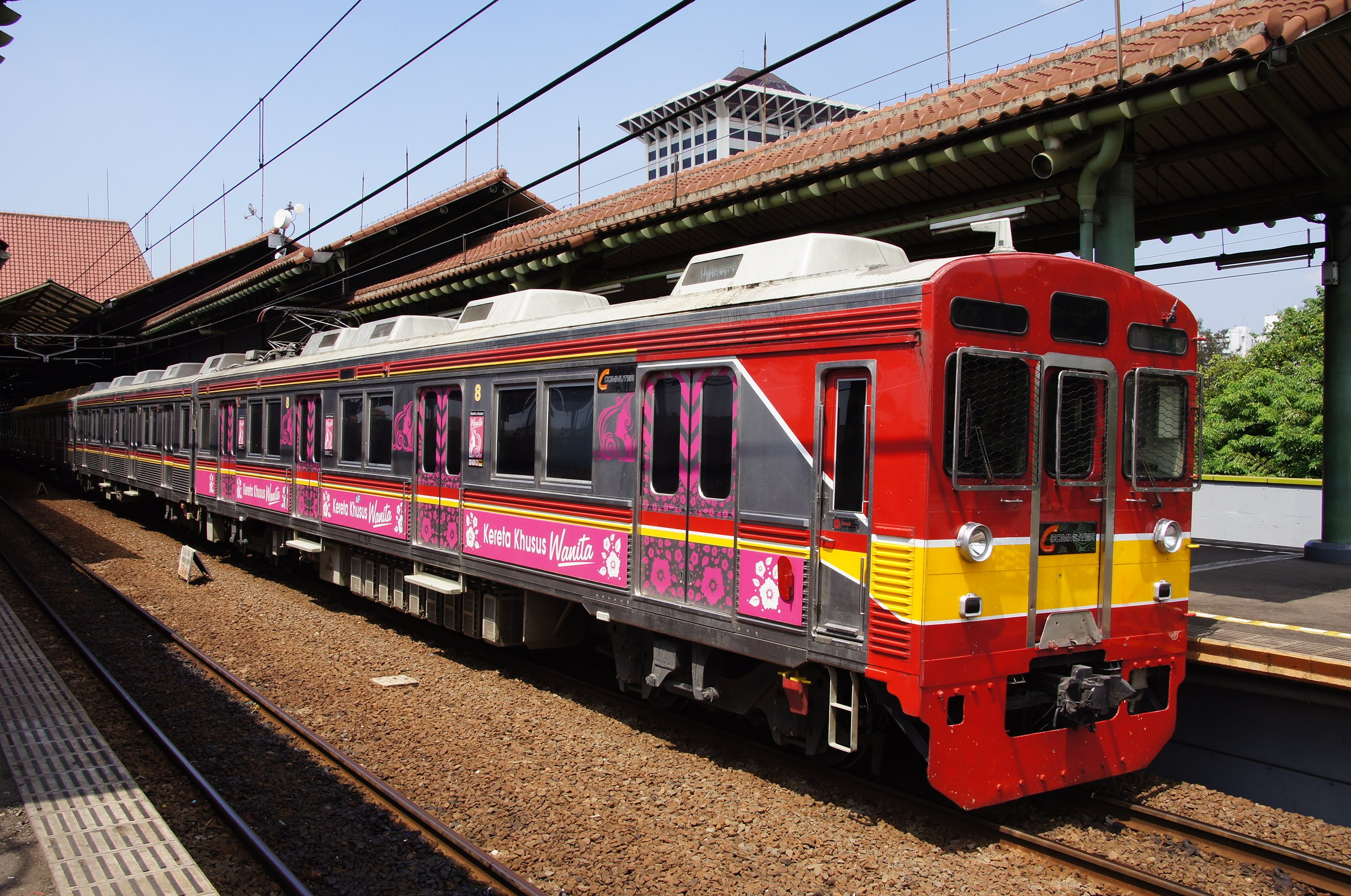
ジャカルタの女性専用車両。女性を象徴するモチーフが車体に施されている。（KRLジャボタベック）

ジャカルタ首都圏の鉄道網であるコミューターラインでは2010年8月、女性専用車両（KKW : Kereta Khusus Wanita）が導入された。インドネシアにおけるイスラム教徒の人口は世界最大であるが、導入の目的は「セクハラ対策」とされている。該当編成のうち両端の2両が指定されており、また女性と同伴の幼児は性別を問わず乗車可能である。2012年10月には、全車両が女性専用車両である編成も追加導入された が、その7ヶ月後に廃止された。
ジャカルタMRTにおいても、毎日朝7:00 - 9:00と夕方17:00 - 19:00の間は、Bundaran Hotel Indonesia行き、Lebak Bulus Grab行きともに先頭車両が女性専用車両となる。

### 韓国
韓国の鉄道庁及びソウル特別市地下鉄公社では、1992年12月1日から議政府駅から水原駅及び仁川駅の区間の地下鉄1号線と首都圏電鉄区間で午前6時30分から午前9時の時間帯に女性・老弱者専用車両を先頭車両及び最後尾車両に導入した。だが一旦導入はされたものの、いつの間にか有名無実化していた。ソウルメトロは改めて2008年から位置付けを明確化して全路線に導入を検討していると報じられている。しかし、ソウル鉄道公社が10の女性団体を対象にアンケート調査を実施したところ、賛成は2団体、反対4団体、返事留保2団体、未回答2団体との結果が得られた（回答は6団体のみが行ったが中央日報は賛成が少ないことを強調している）。反対の理由は、地下鉄性的暴行予防はキャンペーンやPRなどの手段が必要で、女性専用車両で解決できる問題ではないことや「一般車両に乗車する女性は性犯罪の対象としても良い」という歪曲された認識が生まれることもあり得ることであった。これを受けて、鉄道公社は当初計画を見直し、改めて一般にもアンケートを行った上で結論を出すこととした。
釜山交通公社では1号線に2016年6月22日より午前7時～9時と午後6時～8時の時間帯に「女性配慮車」として女性専用車両を試験導入した（2016年9月19日まで）。意見を取りまとめた上で、今後本格導入するかしないかを決めるとしていた。その後、導入当初に比べて女性配慮車が定着しつつある上に、利用者へのアンケートの結果、賛成意見が反対意見を上回り、本格導入することとなった。2号線、3号線、4号線への導入は、2号線と4号線については混雑率が高くなく、比較的混雑する3号線については4両編成であるために導入すると他の車両の利用に不便をもたらすことから、白紙化された。

### タイ
タイのバンコクの路線バスではラッシュ時に限り女性専用バスが運行されている。また、タイ国鉄は2002年からバンコク - チェンマイ間の寝台急行列車に女性専用車両を投入した

### 台湾

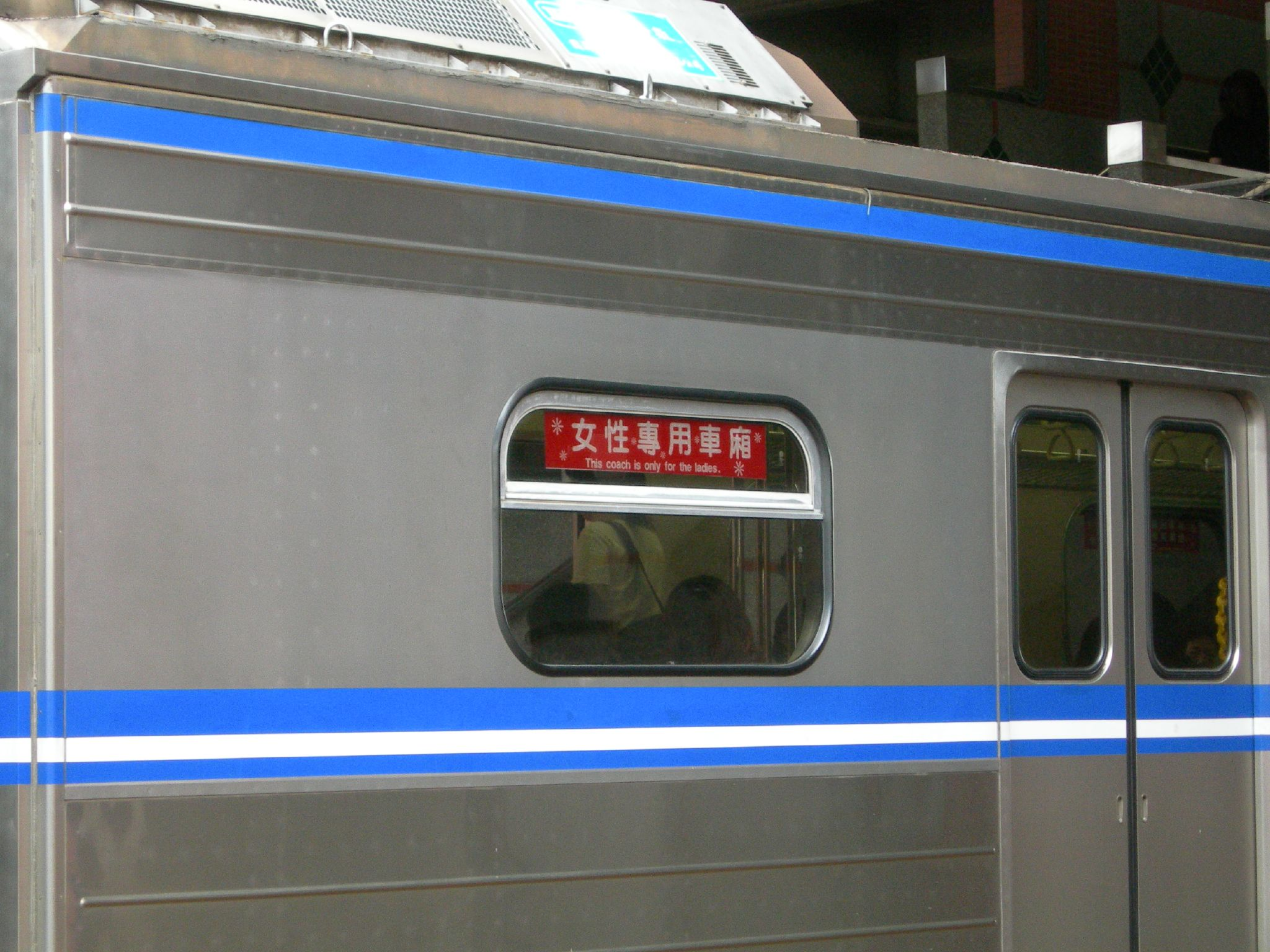
TRAで導入された女性専用車両。

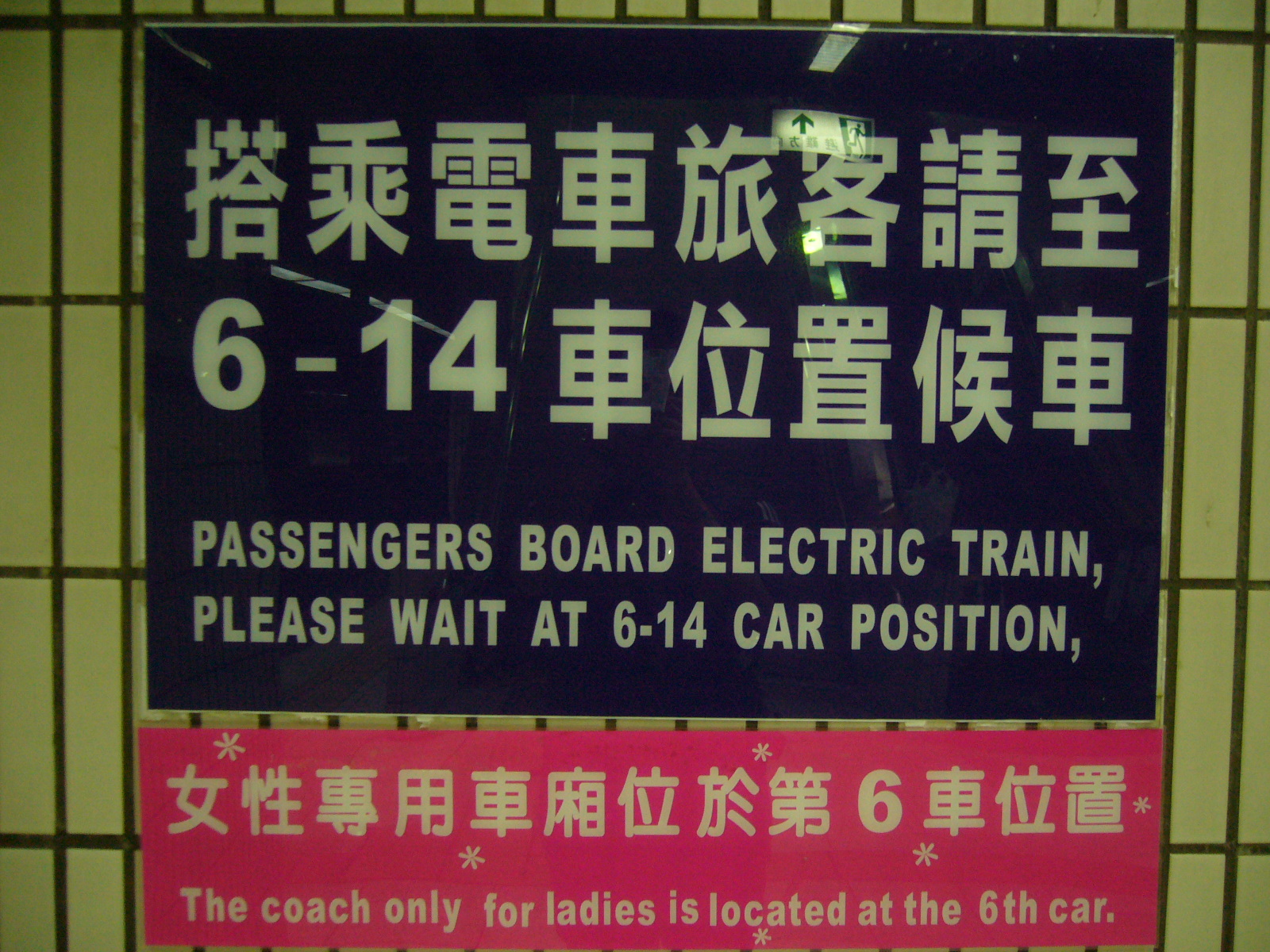
台北駅での標識。

台湾鉄路管理局（TRA）では、2006年6月より台北市付近の電聯車（電車）に終日女性専用車両を設置した。しかし、男性差別であるなどの反対意見から約3ヶ月で廃止となった。

### チェコ
チェコ鉄道では2012年2月初旬に複数の運行ダイヤで女性専用車両を導入している。同年2月23日に東欧チェコの父親らの団体である「ファーザーズ・ユニオン」はフェイスブック上で「男性を特定の車両から隔離することは、人道に対する罪であり、一部の集団に対するアパルトヘイト（隔離政策）および差別の疑いがある」と主張し、チェコ鉄道を刑事告訴したことを発表した。一方、チェコ鉄道側では性別隔離だとの考えは全くなく、むしろ差別とは全く逆であるとしている。

### フィリピン
フィリピンのマニラ・ライトレール・トランジット・システムでは、先頭車両を女性専用車両として運行している。フィリピンでは、イスラム教徒は総人口1億800万人のおよそ5パーセントを占めているものの、マニラ・ライトレール・トランジット・システムが運行しているマニラ首都圏では0.6%程度にとどまっている。そのため運営会社は、女性専用車両導入の理由として、他のイスラム諸国のような宗教上の理由ではなく、女性乗客のセクシャル・ハラスメントからの保護を挙げている。なお、トムソン・ロイター財団が2014年に行った女性専用車両に関する15都市の比較調査によると、マニラの女性の94%が女性専用車両に満足しており、この満足度は15都市の中で最も高かった。
MRTでは性別によって乗車する車両を分離しており女性専用車両と男性専用車両があることが報道されている。

### ブラジル

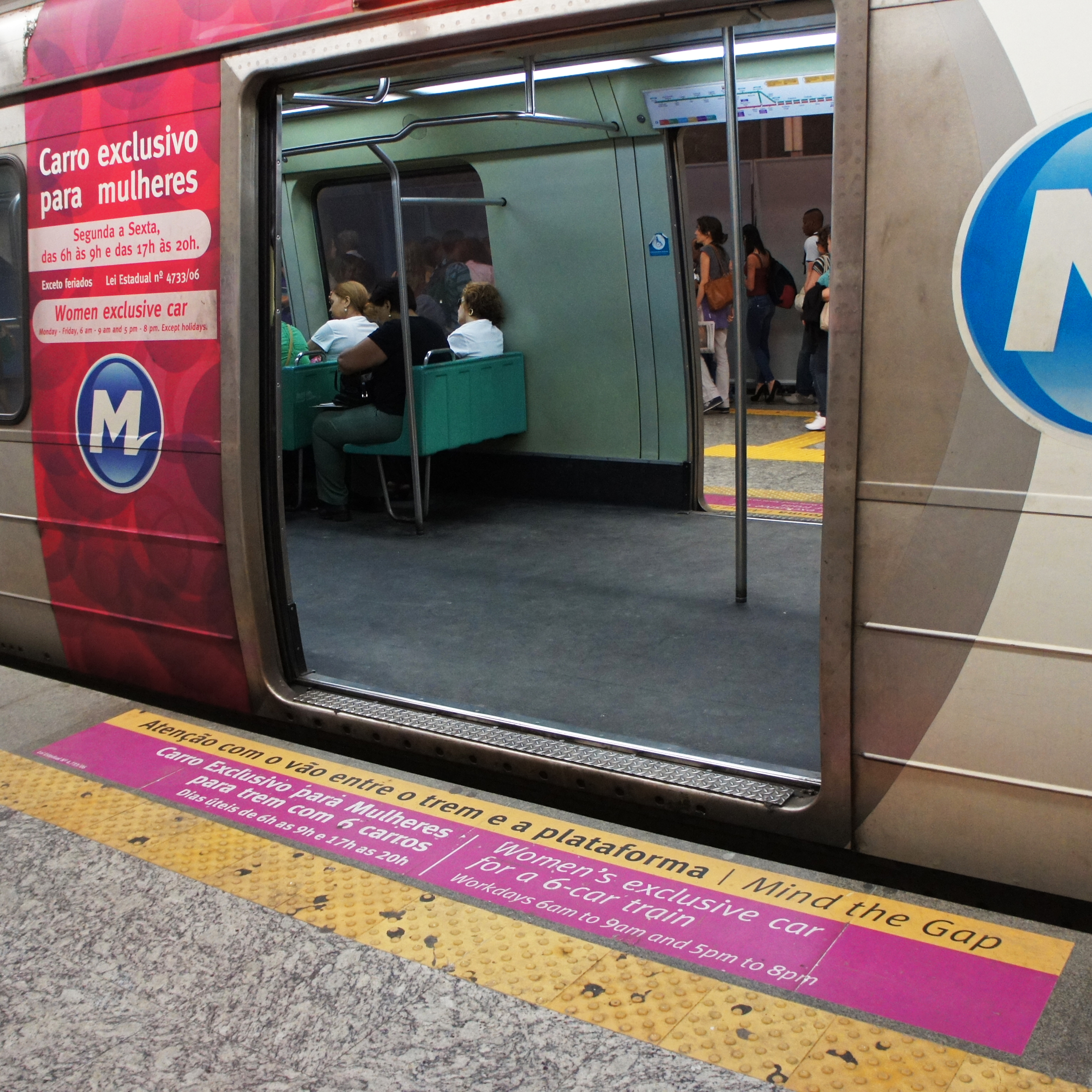
リオ・デ・ジャネイロの女性専用車両
プラットフォームの乗車位置と車体にピンク色の案内が施されている

#### リオ・デ・ジャネイロ
リオデジャネイロ地下鉄およびSuperVia（近郊・通勤電車）に、女性専用車両が設けられている。電車1編成のうち、1両もしくは2両がこれに指定されており、車体外側の乗降扉横に女性のモチーフが描かれたピンク色のステッカーを貼ったり、駅のプラットホームの乗車位置にピンク色の案内をつけることによってその旨を表している。

#### サン・パウロ
サンパウロでは、2005年に地下鉄に試験導入がなされた。同地では、男性乗客や乗務員による痴漢行為が問題となったことから1990年代に女性専用車両を導入したものの、ラッシュ時に同車へ男性が乗車したことや同国の憲法に抵触することが指摘されたため、定着に至ることはなかった。

### ロシア
長距離列車に酔客対策として「女性専用コンパートメント」がある。
首都モスクワには、前述のインドやイギリス・ロンドンと同様の、車体がピンクに塗られた女性専用タクシー・「ローズタクシー」が2006年8月より導入されている。インドやイギリス・ロンドンと同様に運転手は女性が務めているが、女性に同伴している男性（父親・夫・恋人・息子など）なら一緒に乗車できる点がそれらと異なる。このサービスは、日本やイギリスの交通機関の女性専用サービスを参考にしたという。

### アメリカ
痴漢行為への対策として、1909年に「サフラジェットカー」という女性専用車両が現在のパストレインの路線において試験的に導入されたものの、3ヶ月で終了した。現在でも痴漢対策は要望されているが、法学者は女性専用車両が憲法違反として訴えられる可能性を指摘している。

## 実施路線一覧
日本国内については日本の女性専用車両#実施路線一覧を参照。

### 鉄道
- ■ 毎日、終日にわたり実施
- □：その他（一部時間帯のみ、もしくは複数の時間帯）

| 事業者名     | 路線名          | 時間帯                                 | 使用列車 | 設定車両                                                             |
| ------------ | --------------- | -------------------------------------- | -------- | -------------------------------------------------------------------- |
| マレー鉄道   | KTMコミューター | 毎日終日                               | 全列車   | 6両編成は先頭から3・4両目の車両 3両編成はそれぞれ先頭から2両目の車両 |
| 釜山交通公社 | 1号線           | 午前7時から午前9時と午後6時から午後8時 | 全列車   | 5号車                                                                |